# Athetis albisignata
Athetis albisignata là một loài bướm đêm trong họ Noctuidae.